# Spoorlijn 77
Spoorlijn 77 was een spoorlijn van Sint-Gillis-Waas naar Zelzate. In Sint-Gillis-Waas sloot de lijn aan op spoorlijn 54 Mechelen - Terneuzen, in Moerbeke op de voormalige spoorlijn 77A naar Lokeren en in Zelzate op spoorlijn 55 Gent - Terneuzen, de voormalige spoorlijn 55A Zelzate - Eeklo en op Spoorlijn 204 naar Gent-Dampoort. Thans is de hele lijn opgebroken.

## Geschiedenis
Het oudste stuk is het traject van Zelzate naar Moerbeke, dat al geopend werd in 1867 als onderdeel van een project om Lokeren via het spoor met Nederland te verbinden, samen met de spoorlijn 77A. Dit gedeelte had oorspronkelijk het lijnnummer 57. Het traject Moerbeke - Sint-Gillis-Waas werd enkele jaren later gerealiseerd (opening in 1873), om aan te sluiten op spoorlijn 54, waarvan het traject Sint-Niklaas - De Klinge pas in 1871 was geopend. Dit gedeelte had oorspronkelijk het lijnnummer 57A. Spoorlijn 77 werd aangelegd als onderdeel van een alternatieve treinverbinding van Antwerpen ( toen nog het Vlaams Hoofd, nu Antwerpen-Linkeroever) naar de kust, de zgn. 'zeelijn' (de hoofdas liep via de nog bestaande spoorlijn 59 Antwerpen - Gent).
In Zelzate heeft de lijn vanaf de opening drie verschillende tracés gehad, telkens naar aanleiding van het verleggen en verbreden van het Kanaal van Gent naar Terneuzen. Het eerste tracé vanaf de opening in 1867 tot 1877 liep waar nu de Winkelstraat ligt en kruiste het kanaal bij de Suikerkaai. Na het verleggen van het kanaal in 1877 waarbij de scherpe bocht bij de Burgemeester Jos Chalmetlaan werd afgesneden, werd een nieuwe langere spoorbrug 125 meter zuidelijk van de oude gelegd. In 1910 werd voor een nieuwe verbreding van het kanaal werd een derde en hogere dubbele rolbasculebrug geopend, een stuk zuidelijker dan de eerste twee. Dit nieuwe baanvak takte af van de bestaande lijn vlak na het Kloosterbos en verliep in een wijde boog langs het tehuis van de Broeders van Liefde, over het verbrede deel van het kanaal om wat verder lijn 55 te vervoegen, vlak bij de latere stopplaats Klein-Rusland.
Tijdens de Eerste Wereldoorlog werd in 1918 deze brug over het Kanaal van Gent naar Terneuzen vernield door het terugtrekkende Duitse leger. Treinen konden hierdoor niet verder rijden dan station Zelzate-Kanaal tot de herstelde brug in 1928 werd heropend. In 1940 werd deze brug wederom opgeblazen, ditmaal door het Belgische leger, hierna zou de verbinding met lijn 55 niet meer hersteld worden. Na opening van lijn 204 in 1960 werd lijn 77 hier op aangesloten.
Na het verleggen van het kanaal in 1965 is een gedeelte van de oude lijn 55 door het centrum van Zelzate aangesloten op lijn 204 ten behoeve van de teerfabriek van Rütgers aan de noordkant van Zelzate die voorheen een rechtstreekse aansluiting op lijn 55 had. In 1990 is dit gedeelte opgebroken.
Enkel het traject tussen Moerbeke en de aansluiting met spoorlijn 204 op de rechteroever van het kanaal Gent-Terneuzen was nog lange tijd in gebruik. Het werd bewaard voor de aanvoer van suikerbieten naar een suikerraffinaderij in Moerbeke. Het kreeg in 1999 het nummer 77A. Door de sluiting van de suikerfabriek is ook dit laatste stuk gesloten. Het nummer 77 ging over naar een kort stuk spoorweg ter hoogte van Kallo dat de Waaslandhaven moet verbinden met het nationale spoorwegnet.

## Huidige toestand
Tegenwoordig is de volledige lijn opgebroken. Het reizigersverkeer is in de vroege jaren 1950 stopgezet, en het stuk Kemzeke - Sint-Gillis-Waas is al in 1956 opgebroken en het tracé is gebruikt voor de aanleg van een afwateringskanaal. In 1974 is ook het traject Kemzeke - Moerbeke opgebroken en kort daarna ingericht als geasfalteerd wandel- en fietspad, een vroeg voorbeeld, omdat omstreeks 1980 recreatief fietsgebruik nog relatief zeldzaam was. In de jaren 90 van de 20e eeuw is ook het traject Kemzeke - Sint-Gillis-Waas verhard, als jaagpad naast het afwateringskanaal op het oorspronkelijke tracé.

## Plannen
Met Spoorlijn 77 wordt tevens een geprojecteerde spoorlijn bedoeld die het havengebied van Zeebrugge via Zelzate moet gaan verbinden met de Haven van Antwerpen. Daar zou deze aansluiten op spoorlijn 10.

## Aansluitingen
In de volgende plaatsen is of was er een aansluiting op de volgende spoorlijnen:
Sint-Gillis-Waas
Spoorlijn 54 tussen Y Heike en Terneuzen
Moerbeke-Waas
Spoorlijn 77A tussen Lokeren en Moerbeke-Waas
Y Rostijne
Spoorlijn 204 tussen Y Boma en Y Rostijne
Zelzate
Spoorlijn 55 tussen Gent-Sint-Pieters en Terneuzen
Spoorlijn 55A tussen Zelzate en Eeklo

## Galerij

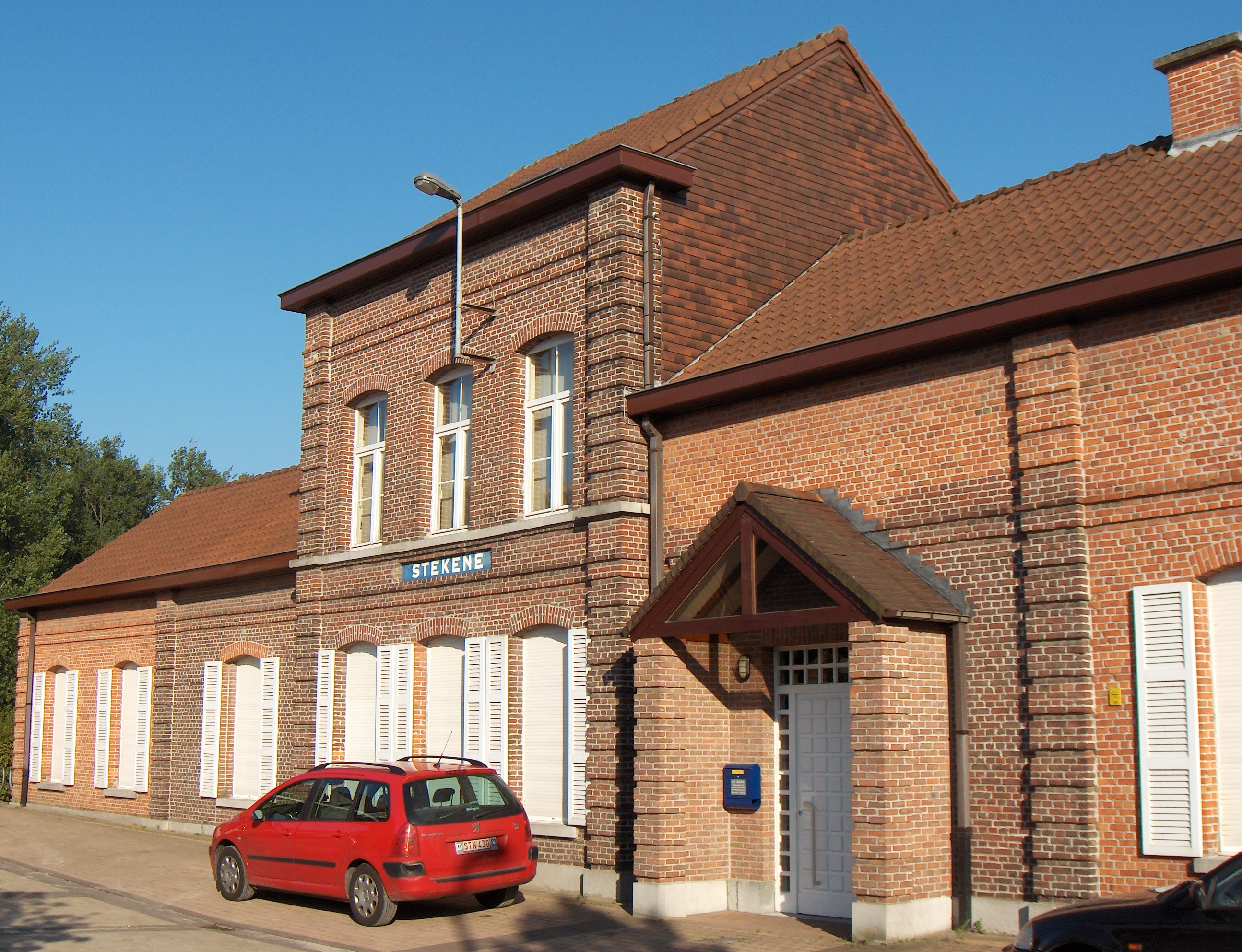
Station Stekene
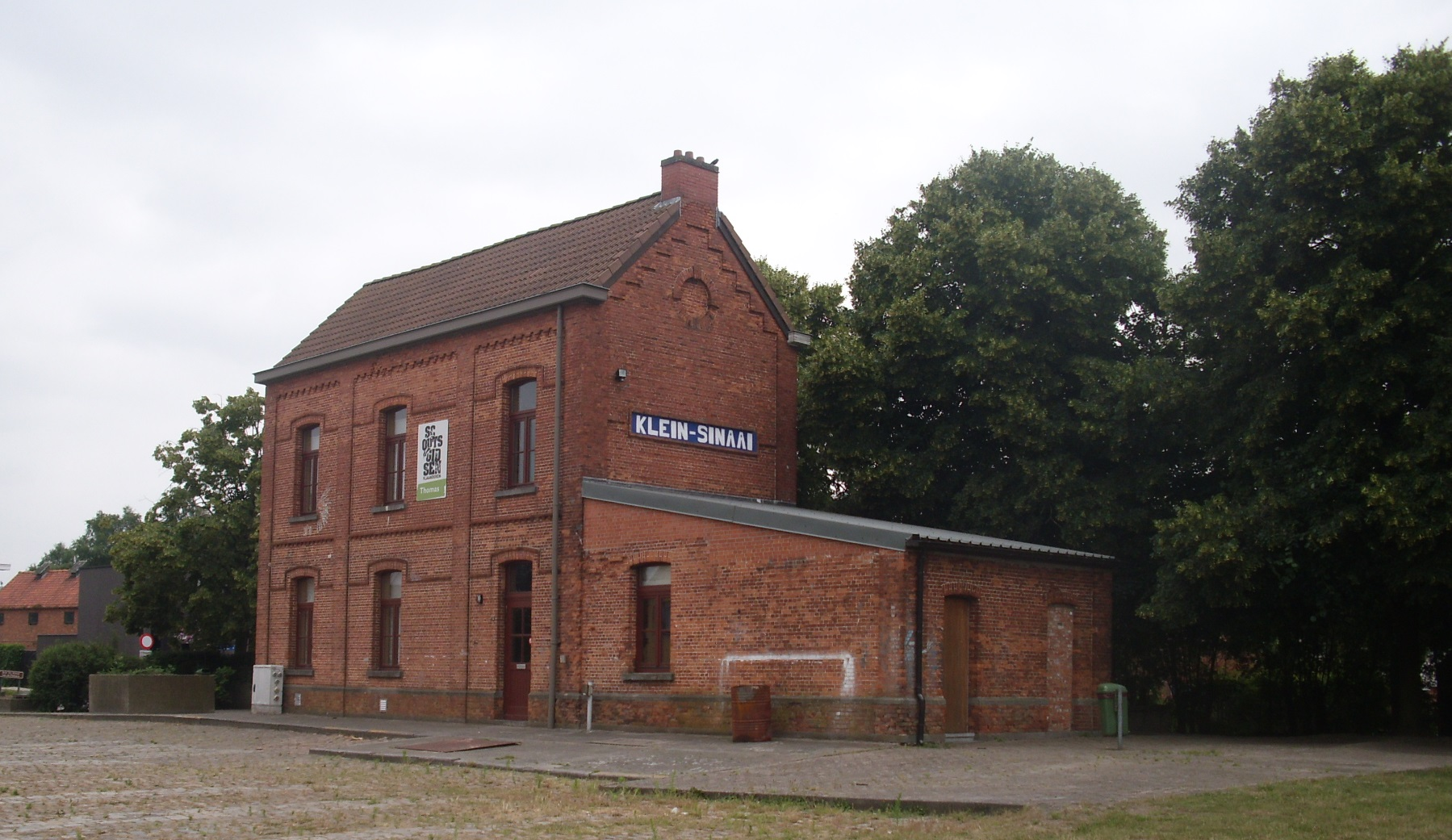
Het voormalig station van Klein Sinaai
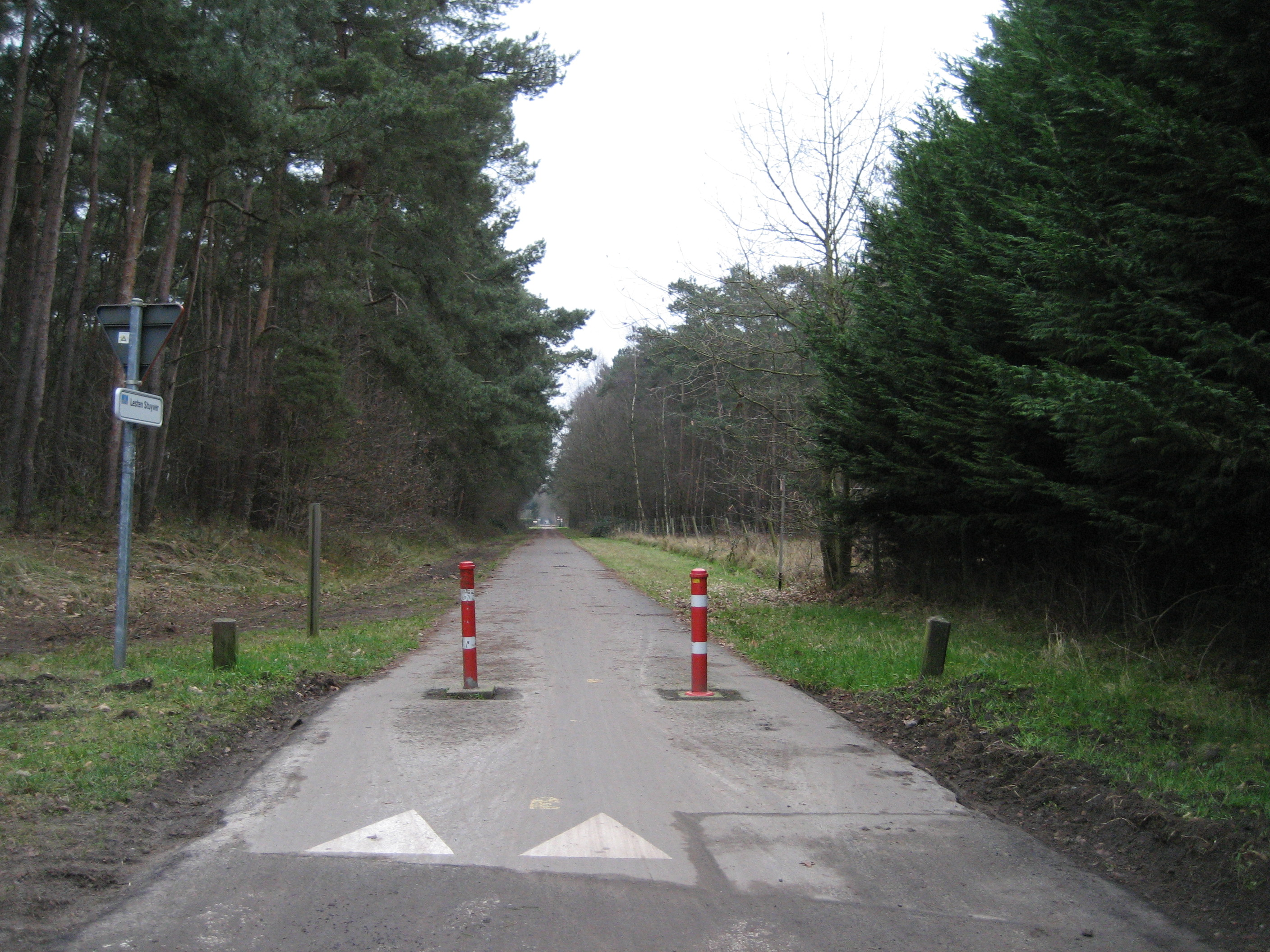
Kruising Lesten Stuyver in Klein Sinaai
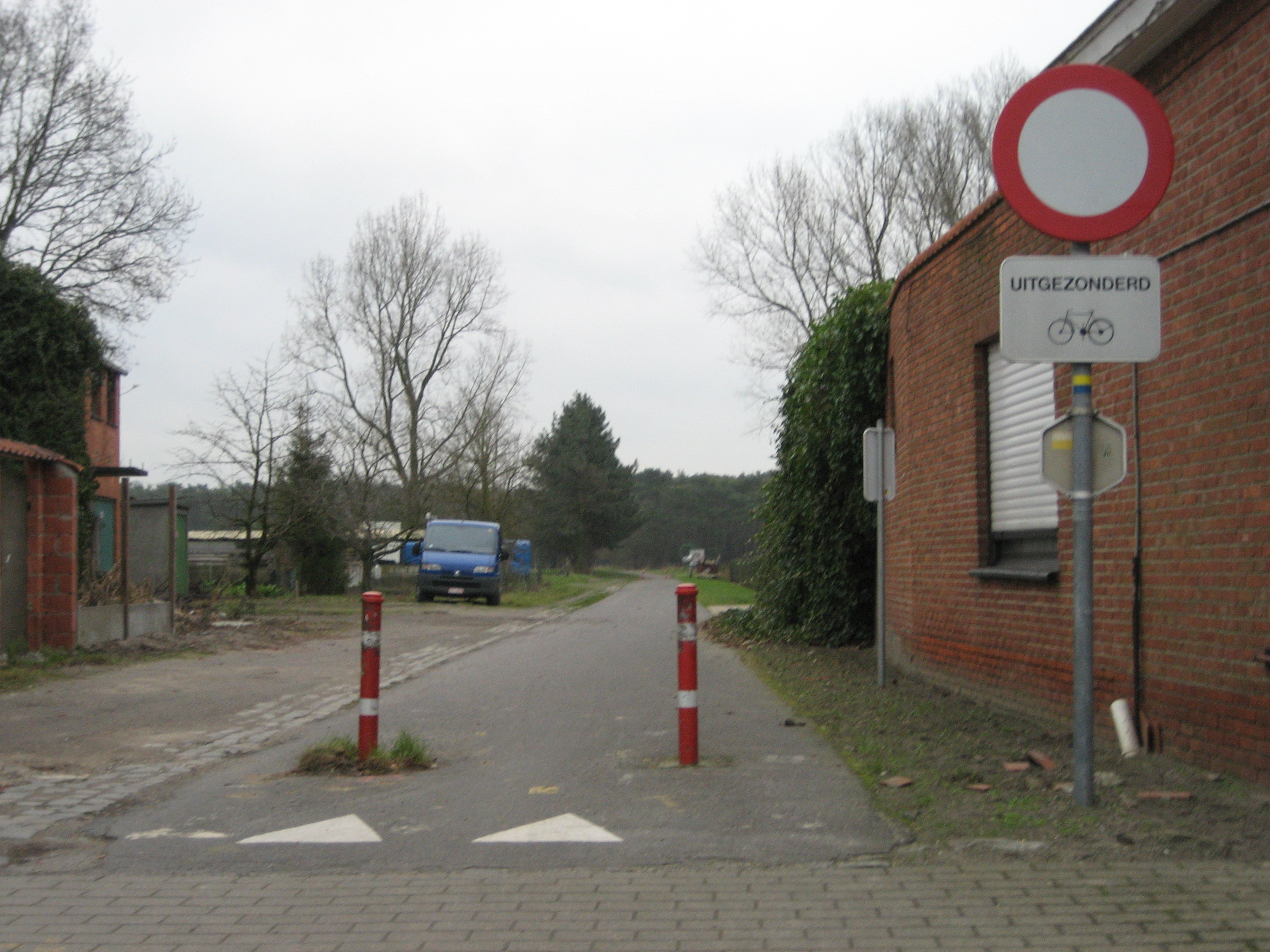
Kruising Koebrugstraat in Klein Sinaai
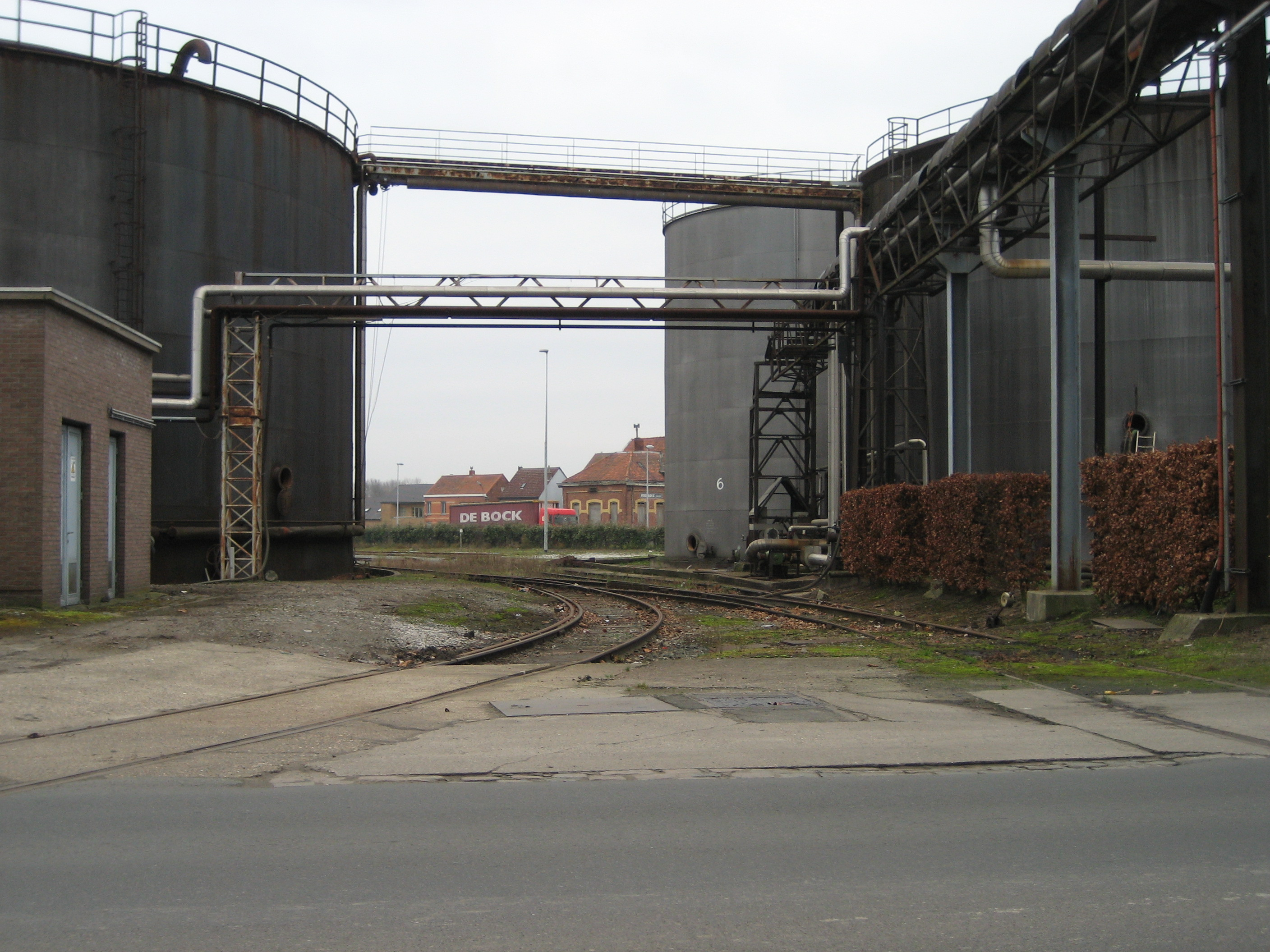
Suikerfabriek Moerbeke in 2008
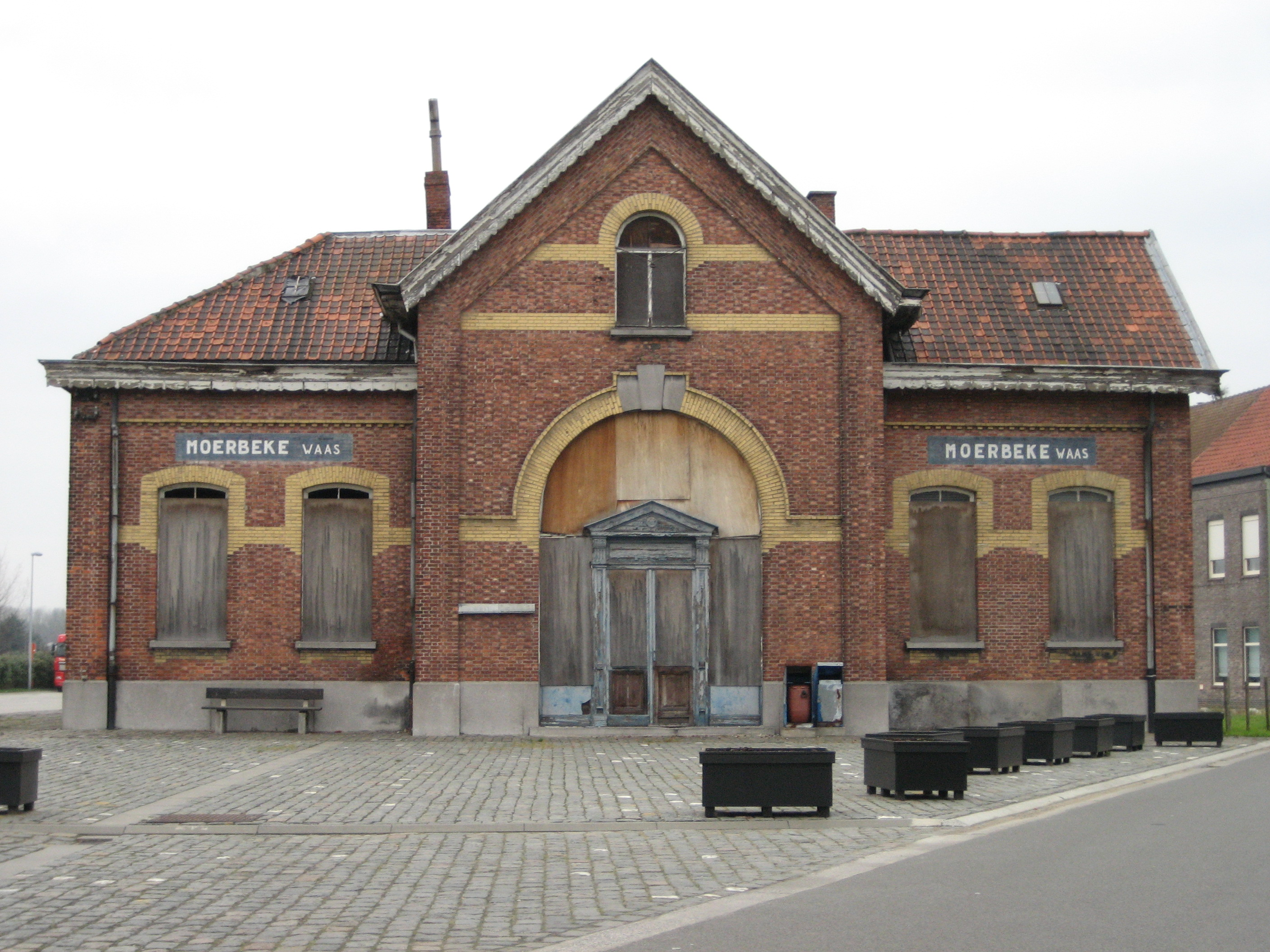
Station Moerbeke
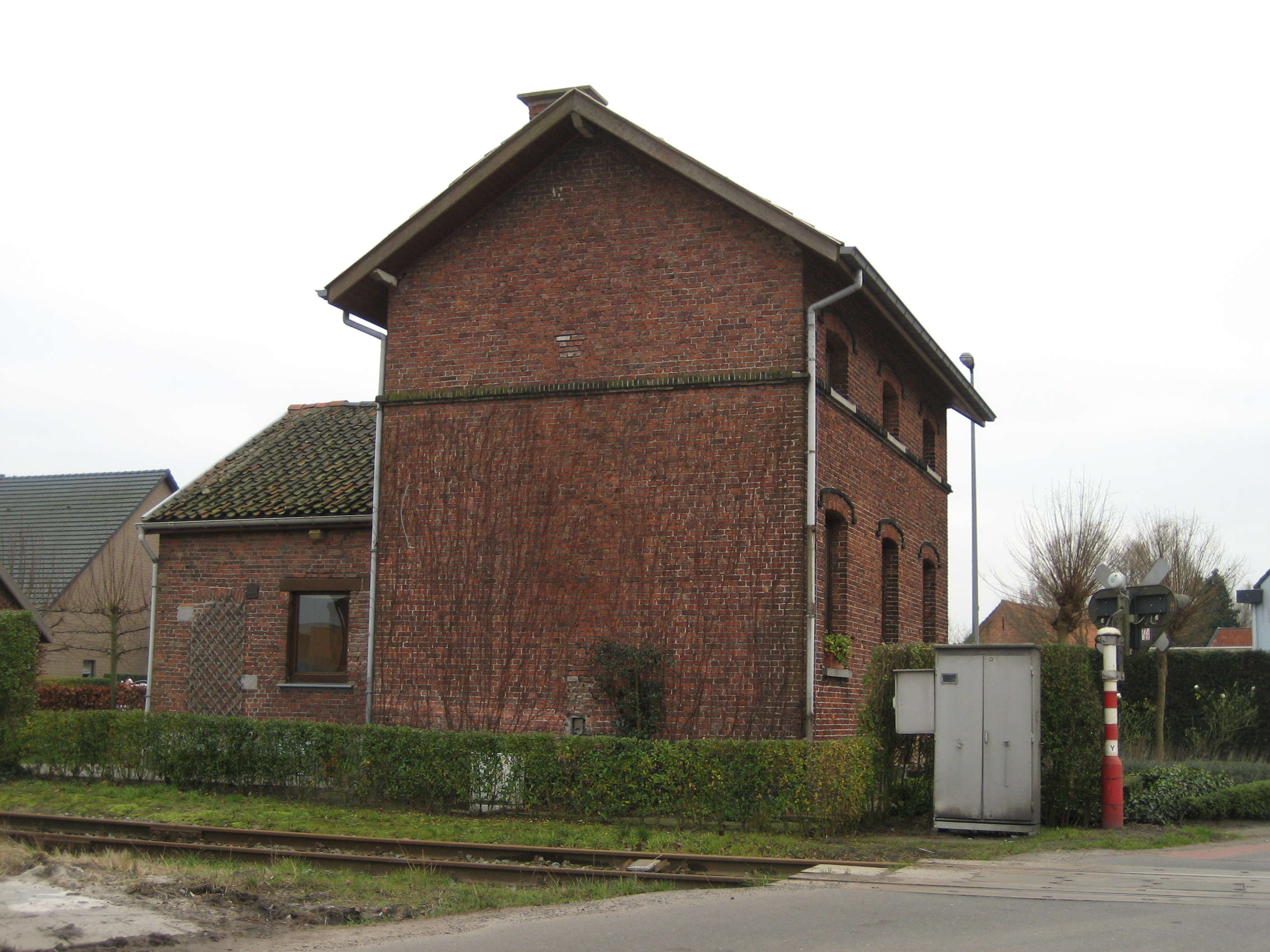
Kruising Stationsstraat in Wachtebeke
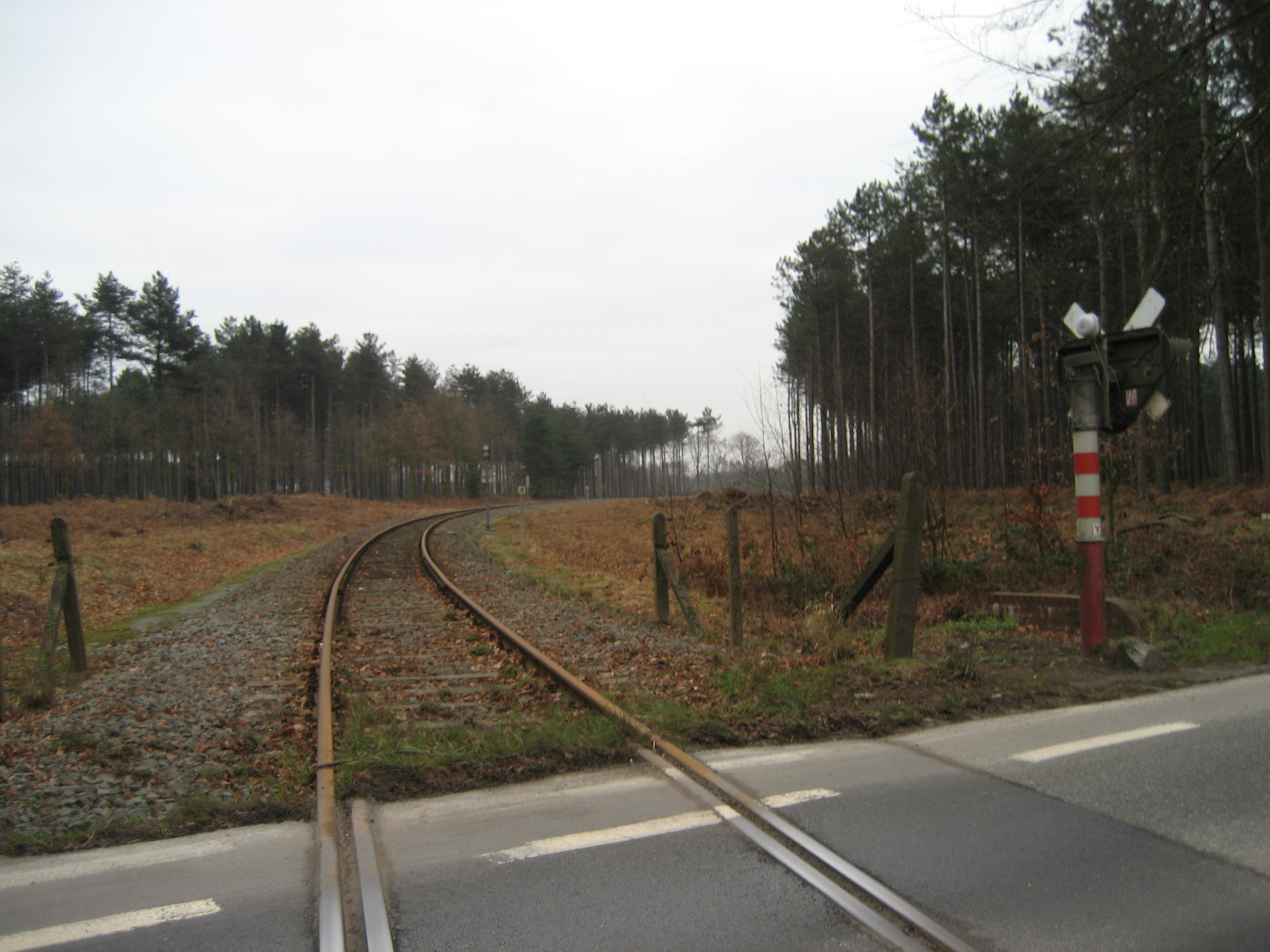
Kruising Gebroeders Naudtslaan in Wachtebeke
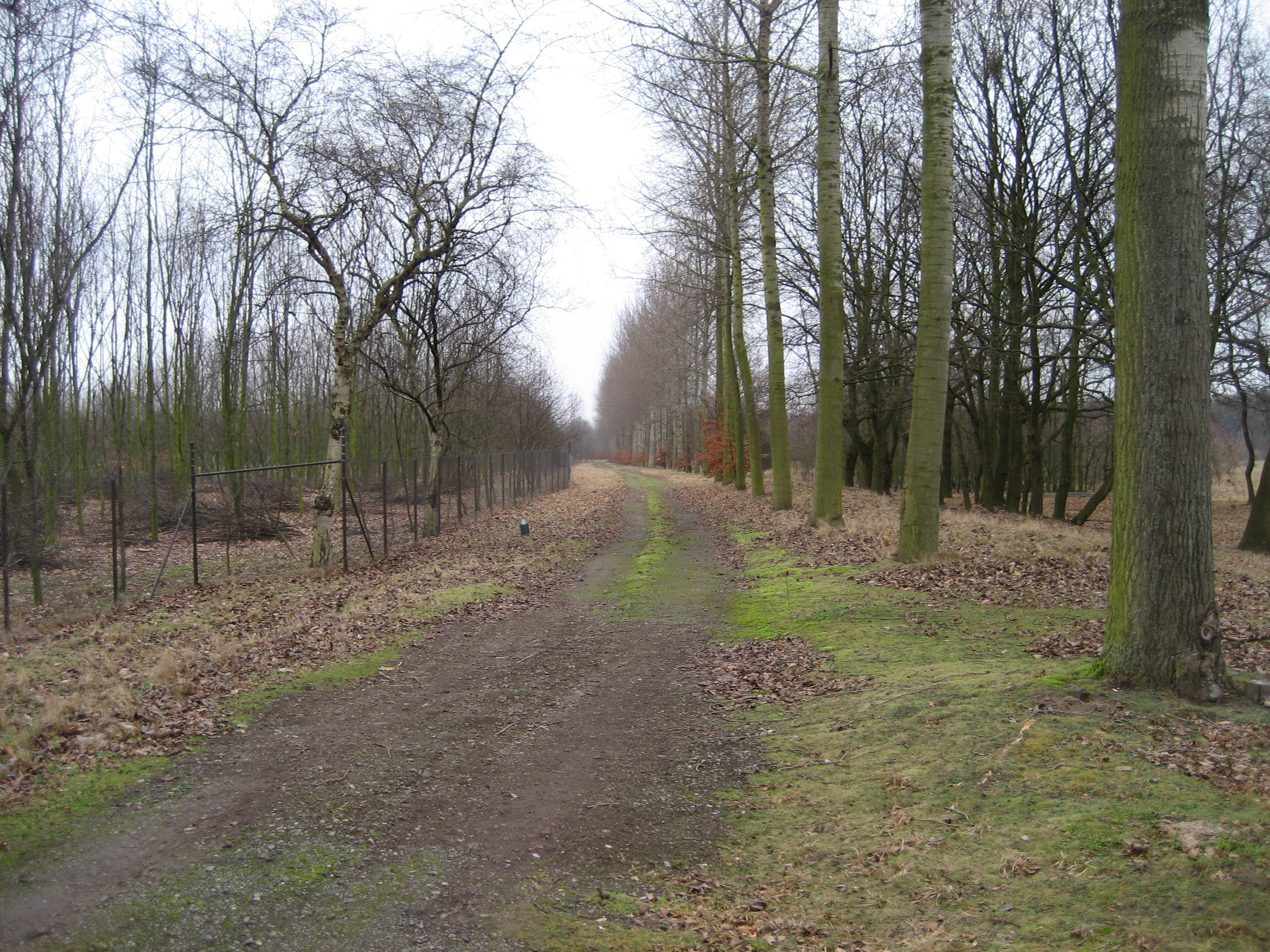
Tracé lijn 77 van 1910 tot 1940, kruising Broeder Leopoldstraat in Zelzate